# تلمبه شیدایی
تلمبه شیدایی یک منطقهٔ مسکونی در ایران است که در دهستان کوار واقع شده‌است.